# Guy de Rangon
 (octobre 2020).
Si vous disposez d'ouvrages ou d'articles de référence ou si vous connaissez des sites web de qualité traitant du thème abordé ici, merci de compléter l'article en donnant les références utiles à sa vérifiabilité et en les liant à la section « Notes et références ».
Guy de Rangon est un comte connu notamment pour sa participation au sac de Rome en 1527. 

## Biographie
Le sac de Rome est caractérisé par l'arrivée des troupes impériales de l'empereur Charles Quint aux abords de la ville sainte. L'armée impériale est sous le commandement du connétable de Bourbon, ancien allié du roi de France, François Ier.
Au début des hostilités, le comte de Guy, désigné par d'autres capitaines a pour mission de venir en aide au pape Clément VII réfugié avec d'autres cardinaux au château Saint-Ange. Aussi le premier jour de l'assaut de Rome, le comte de Guy arrive à Rome accompagné de 800 arquebusiers. Il se trouve sur le pont de Salare et s'apprête à pénétrer à Rome. Mais, voyant la défaite du pape Clément VII et la faible défense romaines face aux troupes impériales, il décide de ne pas intervenir, laissant la ville et ses habitants à leur triste sort. Le comte se retire à Otricoli. Pour autant, ayant refusé d'aider les membres de l'Église, il se retrouve dans une situation assez inconfortable. Fustigé de reproches ; il tente de justifier son acte en évoquant que la demande d'une aide extérieure n'a pas été mentionnée dans les lettres envoyées depuis Rome. 
Pour les autres capitaines de la garde, c'est une occasion manquée de la part du comte Guy. Il aurait dû aider Rome car bien que l'armée impériale soit robuste et puissante, elle n'en est pas moins désorganisée à la suite de la mort de leur chef Bourbon le premier jour de la bataille. Étant principalement composée de mercenaires, les soldats ne pensent qu'à piller les richesses que renferme la ville laissant le château Saint Ange, sans aucune protection.
Par ailleurs, l'auteur François Guichardin dans son œuvre intitulée Histoire d'Italie souligne aussi cette occasion manquée.